# Paul von Ragué Schleyer
Paul von Ragué Schleyer (27. února 1930 Cleveland – 21. listopadu 2014 Ila) byl americký fyzikální organický chemik. Podle průzkumu citovanosti z období 1981–1997 byl Schleyer třetím nejcitovanějším chemikem na světě. Během své kariéry publikoval více než 1100 vědeckých článků. Působil jako profesor chemie na Princetonské univerzitě, profesor a spoluředitel Ústavu organické chemie (Institut für organische Chemie) na Univerzitě Erlangen-Norimberk a později se stal profesorem chemie na University of Georgia v Athens, kde působil na katedře Grahama Perdueho. Publikoval dvanáct knih zaměřených na chemii lithia, ab initio teorii molekulových orbitalů a karboniové ionty. Působil jako prezident Světové asociace teoretických a výpočetních chemiků (WATOC), byl členem Mezinárodní akademie kvantově molekulárních věd a šéfredaktorem Encyklopedie výpočetní chemie.

## Raný život
Schleyer se narodil 27. února 1930 v Clevelandu ve státě Ohio a v roce 1947 absolvoval jako nejlepší student své třídy střední technickou školu Cleveland West. V roce 1951 získal Schleyer titul A. B. na Princetonské univerzitě. Poté v roce 1957 získal doktorát na Harvardově univerzitě, kde pracoval pod vedením fyzikálního organického chemika Paula Doughty Bartletta.

## Působení na Princetonské univerzitě
Schleyer začal učit v Princetonu v roce 1954 a stal se tam profesorem chemie na katedře Eugena Higginse. Během svého působení na Princetonské univerzitě se Schleyer v roce 1969 oženil s Ingou Venemovou. Během této doby získal Schleyer také Fulbrightovo stipendium, stipendium Alfreda P. Sloana, Guggenheimovo stipendium (od nadace J. S. Guggenheima) a Humboldtovu cenu pro výzkum.

## Výzkum a publikace
Schleyer napsal 12 knih, některé z nich vznikly ve spolupráci s nositeli Nobelovy ceny J. A. Poplem, H. C. Brownem a G. A. Olahem. Jeho výzkum významně přispěl k syntéze adamantanu a dalších klecovitých molekul, přičemž využíval a studoval mechanismy molekulových přesmyků. Objevil také nové typy vodíkových vazeb. Schleyer také identifikoval mechanismy solvolýzy, včetně reaktivních meziproduktů.
Jako průkopník v oblasti výpočetní chemie identifikoval Schleyer řadu nových molekulárních struktur, zejména souvisejících s chemií lithia a elektronově deficitních systémů. Významně přispěl také v širokém spektru témat zahrnujících organokovovou chemii, fyzikální organickou chemii, anorganickou chemii a další oblasti teoretické chemie. Jeho výzkum od roku 2006 oživil zájem o aromatičnost a zkoumal planární hyperkoordinaci uhlíku.